# 熊野川ダム
熊野川ダム（くまのがわダム）は、富山県富山市、一級河川・神通川水系熊野川に建設されたダム。高さ89.0メートルの重力式コンクリートダムで、洪水調節・不特定利水・上水道・発電を目的とする、富山県営の多目的ダム（補助多目的ダム）である。
県営ダムとしては8番目の重力式コンクリートダムでもある。

## 歴史
熊野川では、1910年に川幅が拡がる規模の大洪水が発生。以降、河川改修工事や堤防工事を繰り返し施工し続けたが、毎年のように水害を発生させ続けてきた。
第二次世界大戦後、富山県は県庁所在地である富山市と、その周辺地域の人口が増加に伴う水需要の増加を見込み、上水道用水を確保すべく熊野川ダムの建設を計画。1966年（昭和41年）から1969年（昭和44年）まで県単独事業で実施され、1970年（昭和45年）に公共事業として実地調査を実施し、1974年（昭和49年）4月1日、富山市内にダム建設事務所が設置された。同年12月に建設事務所が大山町に移転新築され、その後ダムが着工し、1984年（昭和59年）6月16日に完成した。総工費は167億円。当ダムの建設に伴い水没する下双嶺地区6軒は転居となった。
熊野川ダムは有効貯水容量760万立方メートルのうち上水道用水として420万立方メートル、洪水調節用として220万立方メートル、不特定利水用として120万立方メートルがそれぞれ割り当てられている。しかし、この上水道用水の容量は現在まで一度も使用されたことはない。実際の人口増加は当初の予想を下回っており、富山県民からダムの建設は無駄だったのではないかという意見も出ている。とはいえ熊野川ダムは完成以来、熊野川下流域の住民を洪水から守ってきたのも事実であり、治水という面から見れば一概に無駄であったとは言い切れない。熊野川の支流・黒川では、建設が予定されていた黒川ダムが付帯道路の敷設途中で建設が中止となったことも加わり、富山県では現在、上水道容量を洪水調節などの容量について再配分し、これによる常用洪水吐の位置や寸法の変更を検討している。

## 周辺
北陸自動車道・富山インターチェンジから国道41号を南下し、下大久保若草町交差点を左折。富山県道35号立山山田線の花崎交差点を右折し、富山県道184号河内花崎線を熊野川に沿って上流へと進むと、熊野川ダムに至る。熊野川ダム手前の右カーブからはダムを真正面に望むことができ、さらにダム満水時はダム中央に設けられた3門の自然越流式常用洪水吐からの放流にも立ち会える。この洪水吐からの最大放流量は毎秒340立方メートルである。ダム直下にも河川維持放流用としてジェットフローゲートが設けられ、少量の水を常時放流している。
熊野川ダムの約2.5キロメートル下流には、北陸電力の子会社「日本海発電」の熊野川発電所がある。熊野川ダムからの送水により、最大7,000キロワットの電力を発生する。そこからさらに約3キロメートル下流には北陸電力の熊野川第二発電所があり、熊野川発電所の放流水を取り入れ、最大430キロワットの電力を発生したのち、最終的には農業用水として利用されている。

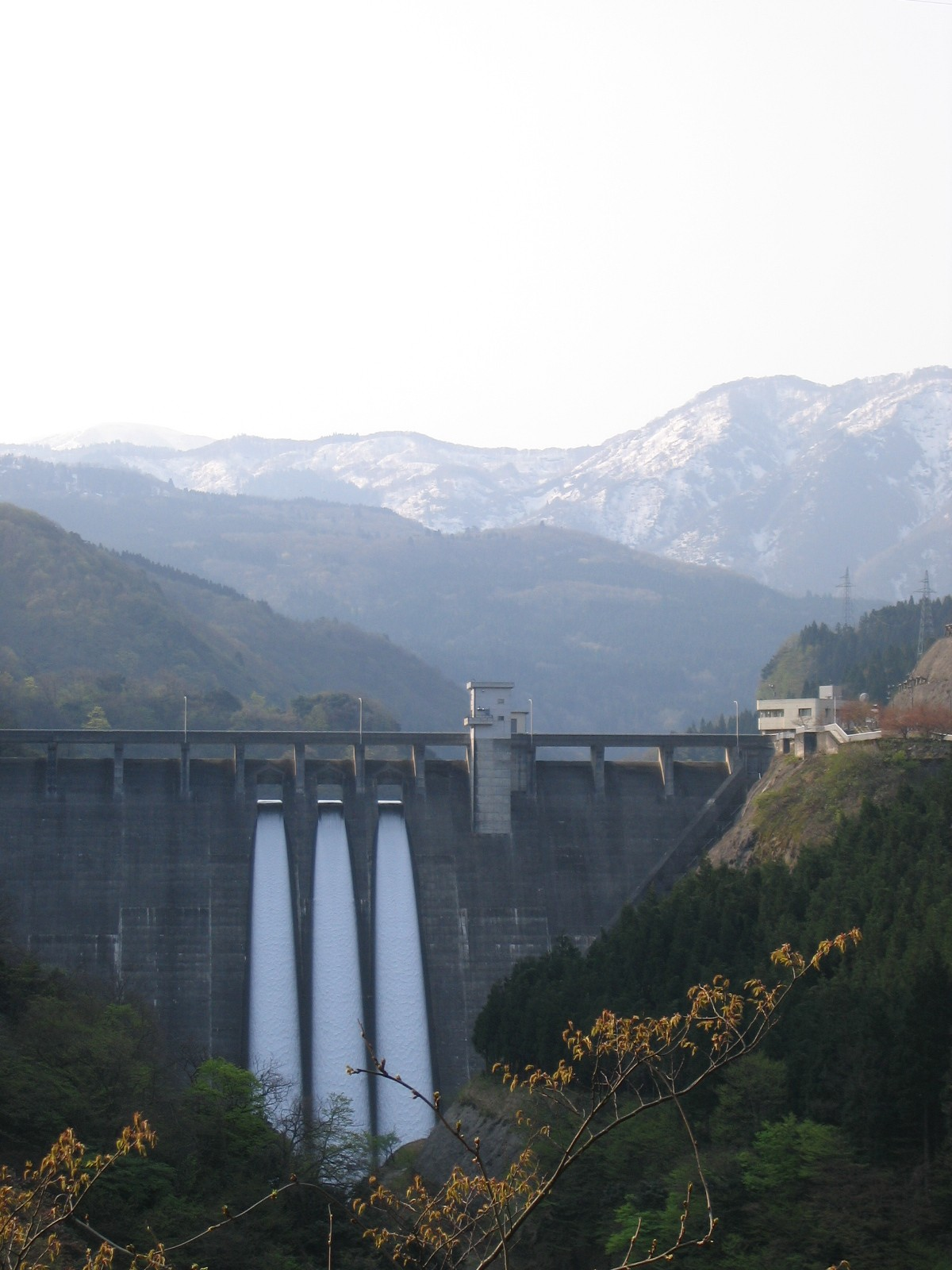
放流中の熊野川ダム
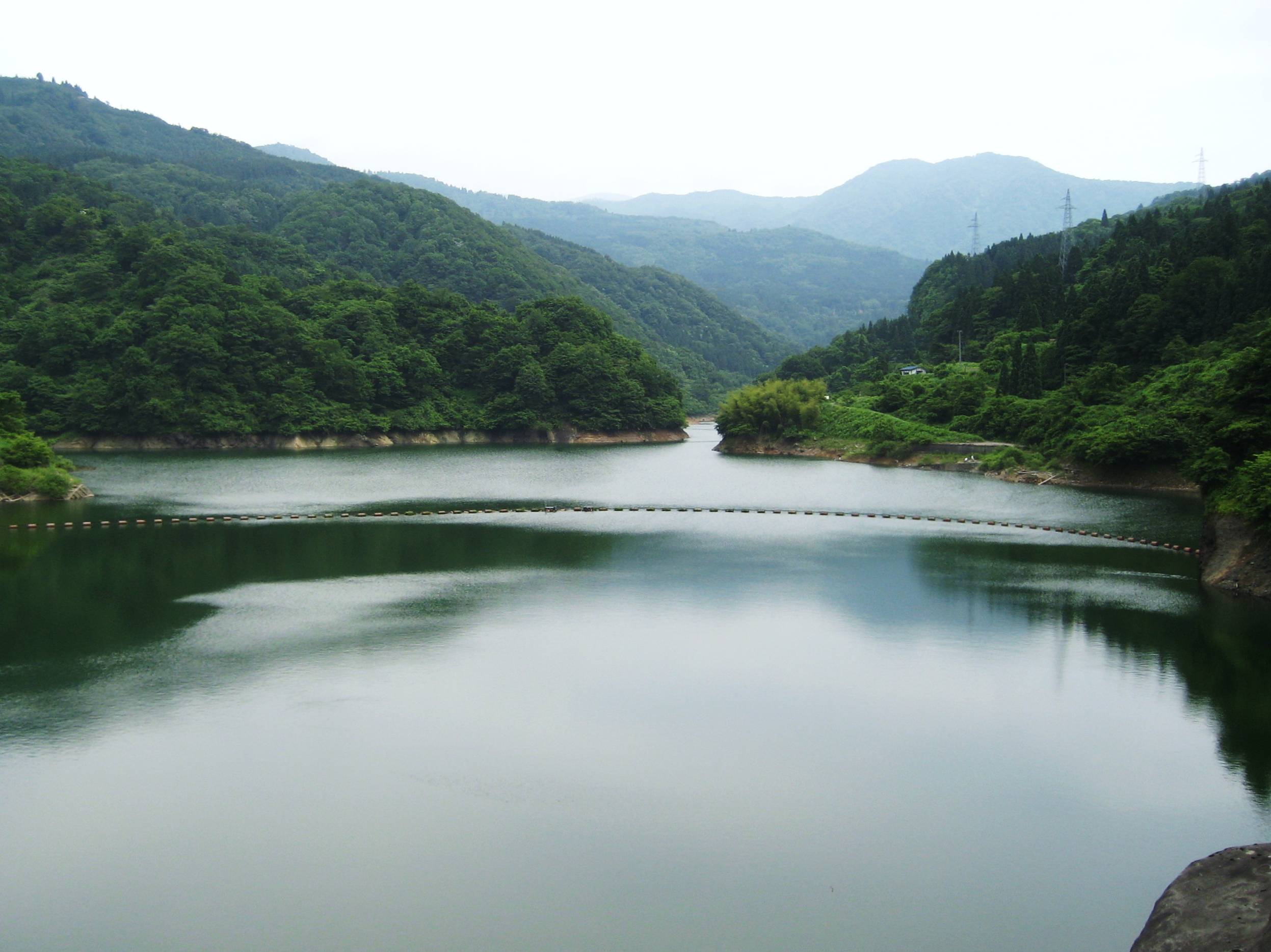
熊野川ダム湖
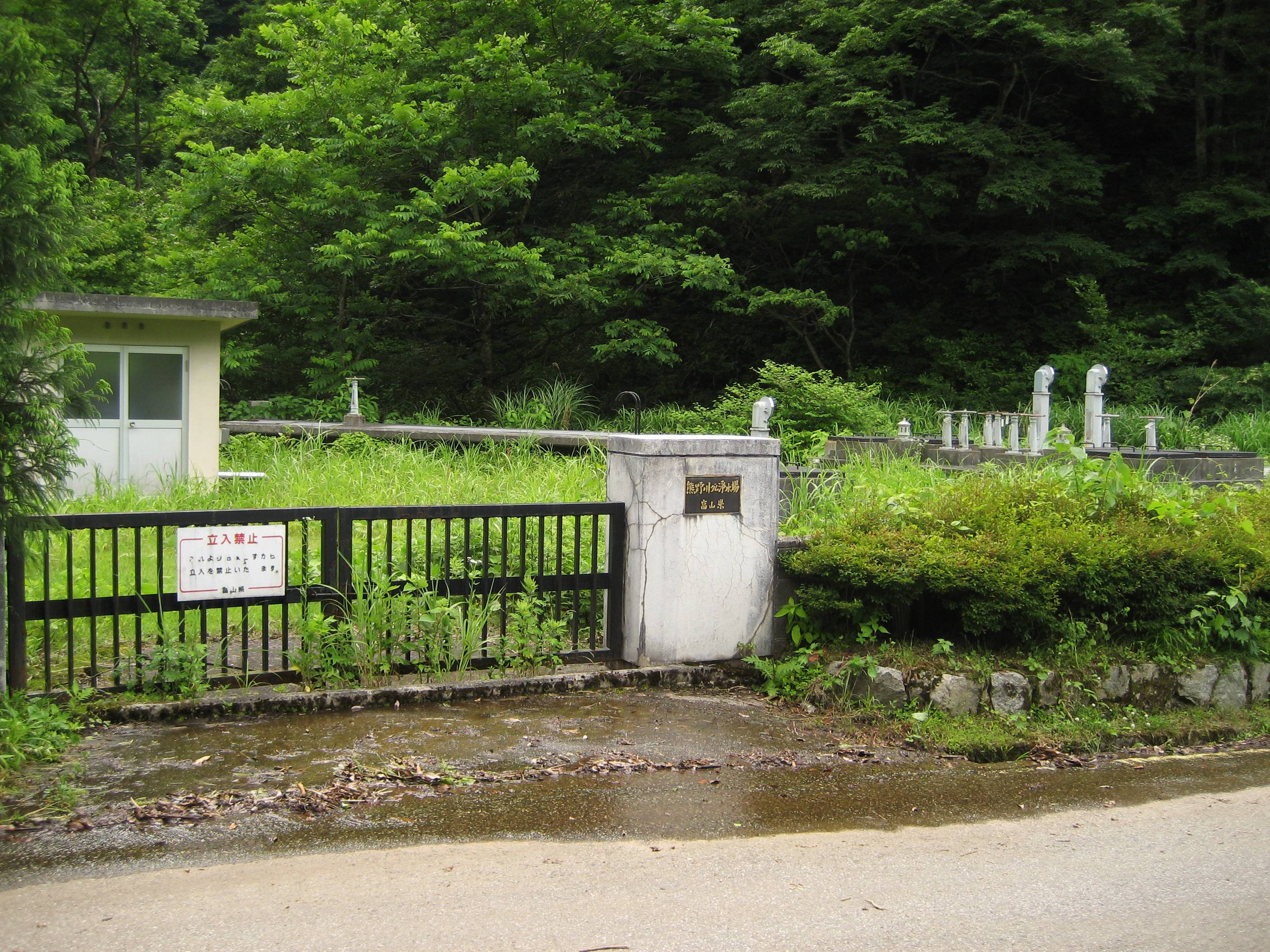
熊野川ダム浄水場
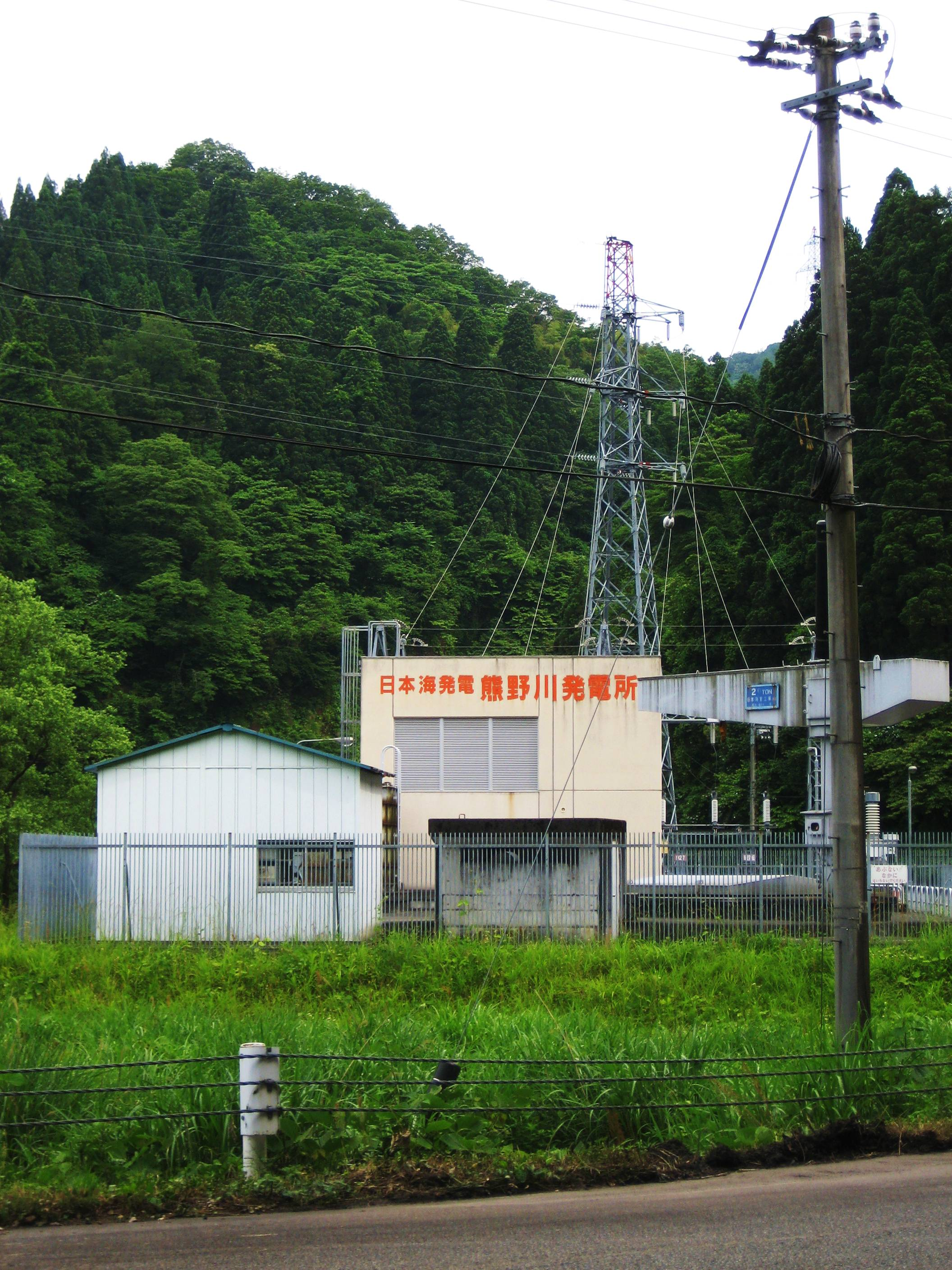
熊野川発電所